# Waris Dirie
Waris Dirie (واريس ديري) (Gallacaio, 1965) è una modella e scrittrice somala naturalizzata austriaca.

## Biografia
Nata nel deserto, in Somalia, intorno al 1965 (non risulta registrata nel suo villaggio di nascita), da una famiglia nomade nella zona di Galkayo. Il suo nome, Waris, significa fiore del deserto. Quando aveva cinque anni, ha subito una mutilazione sotto forma di infibulazione. All'età di tredici anni, è fuggita attraverso il deserto a Mogadiscio per sfuggire a un matrimonio combinato con un uomo di 60 anni. Prima è rimasta lì con i parenti, anche se la sua fuga non è stata tollerata. Uno dei suoi zii, allora ambasciatore somalo nel Regno Unito, cercava una domestica. Con l'aiuto di sua zia, ha convinto lo zio ad assumerla e portarla a Londra, dove ha lavorato per una piccola paga. Al termine del mandato di quattro anni di suo zio, Dirie visse in una serie di sistemazioni abitative instabili, affittando successivamente una stanza in un YMCA. Si guadagnava da vivere come donna delle pulizie in un McDonald's locale. Ha anche iniziato i corsi serali per imparare l'inglese.
All'età di 18 anni, Dirie è stata scoperta per caso dal fotografo Mike Goss, mentre aspettava all'uscita della scuola di sua figlia. Mike ha convinto Waris a fare da modella per lui. Successivamente, l'ha aiutata a mettere insieme un portfolio e ottenere la sua rappresentazione, anche se molte agenzie di modelle hanno affermato che non c'era "nessuna richiesta di modelle nere". Uno dei suoi primi lavori da modella è stato per Terence Donovan, che l'ha fotografata nel 1987 insieme all'allora sconosciuta modella Naomi Campbell per il titolo del Calendario Pirelli. Da lì, la carriera di modella di Dirie è decollata, è diventata presto una modella di successo, apparendo in pubblicità per i migliori marchi come Chanel, Levi's, L'Oréal e Revlon.
In seguito alla pubblicazione delle sue fotografie, viene sempre più frequentemente chiamata da fotografi affermati e da riviste specializzate. Inizia quindi una carriera di modella a New York che la porta a essere una delle donne più apprezzate dagli stilisti più noti.
Nel corso di alcune sue interviste, ha preso posizione contro l'infibulazione a cui sono sottoposte le donne africane. Kofi Annan l'ha perciò nominata ambasciatrice delle Nazioni Unite per la lotta contro le mutilazioni genitali femminili, pratica a cui è anche dedicato un suo libro autobiografico, Fiore del deserto. Per il suo lavoro di ambasciatrice umanitaria, è stata insignita della Legion d'onore nel 2007. È stata anche una Bond girl, nel film del 1987 007 - Zona pericolo ed è apparsa in copertina dell'edizione dello stesso anno del calendario Pirelli. Ha un figlio, nato nel 1997 dalla relazione con un musicista statunitense. Nel marzo 2008 è stata protagonista di una vicenda di cronaca in Belgio, dove è scomparsa per 72 ore ed al suo ritrovamento ha denunciato un rapimento per violenza sessuale.

### La carriera di scrittrice
È autrice di alcuni libri, anche autobiografici, che hanno avuto un buon successo di vendita, pubblicati in Italia da Garzanti, come Fiore del Deserto (da cui è stato tratto l'omonimo film), Alba nel Deserto, Figlie del Dolore, Lettera a mia Madre.